# رالف ماكسويل (قاضي)
رالف ماكسويل (بالإنجليزية: Ralph Maxwell)‏ هو منافس ألعاب قوى وقاضي أمريكي، ولد في 26 نوفمبر 1919 في ديفيلز ليك في الولايات المتحدة، وتوفي في 28 سبتمبر 2014 في ريتشفيل في الولايات المتحدة.